# Pierre de Vielle-Bride
Pierre de Vieille-Brioude, o Vieille-Bride (Francia, ... – Terra santa, 1242), fu Gran Maestro dell'Ordine degli Ospitalieri dal 1240 al 1242.
Proveniente da una famiglia di cavalieri che reggeva la fortezza di Vieille-Brioude, a sud dell'Alvernia (nella regione dell'Alta Loira).
Giunse in Oriente a seguito dell'Ordine nel febbraio del 1217, assieme a Guerin de Montaigu, altro gran maestro dell'Ordine. Egli succedette a Bertrand de Comps nel 1240, trascorrendo dalla sua elezione più di sei mesi nel castello di Margat, in Siria, a causa di una guerra contro il sultano di Aleppo. Il 17 ottobre 1244, Ospitalieri, Templari, Teutoni e un contingente locale affrontarono i Khwarezm nella battaglia di Forbie presso Gaza. La battaglia fu un fallimento totale, anche per i confronti interni tra Templari ed Ospitalieri. Pierre de Vieille-Brioude si trova nel computo nelle vittime, anche se alcuni lo ritennero morto in prigionia al Cairo.
Il suo epitaffio, situato nella cappella funeraria della chiesa di San Giovanni d'Acri, non riporta la data esatta della sua morte. Alcuni ritengono che Pierre de Vieille-Brioude fosse ancora vivo nel 1253 come testimonierebbe un documento degli ospitalieri.